# Oberonia setigera
Oberonia setigera är en orkidéart som beskrevs av Oakes Ames. Oberonia setigera ingår i släktet Oberonia och familjen orkidéer. Inga underarter finns listade i Catalogue of Life.

## Bildgalleri

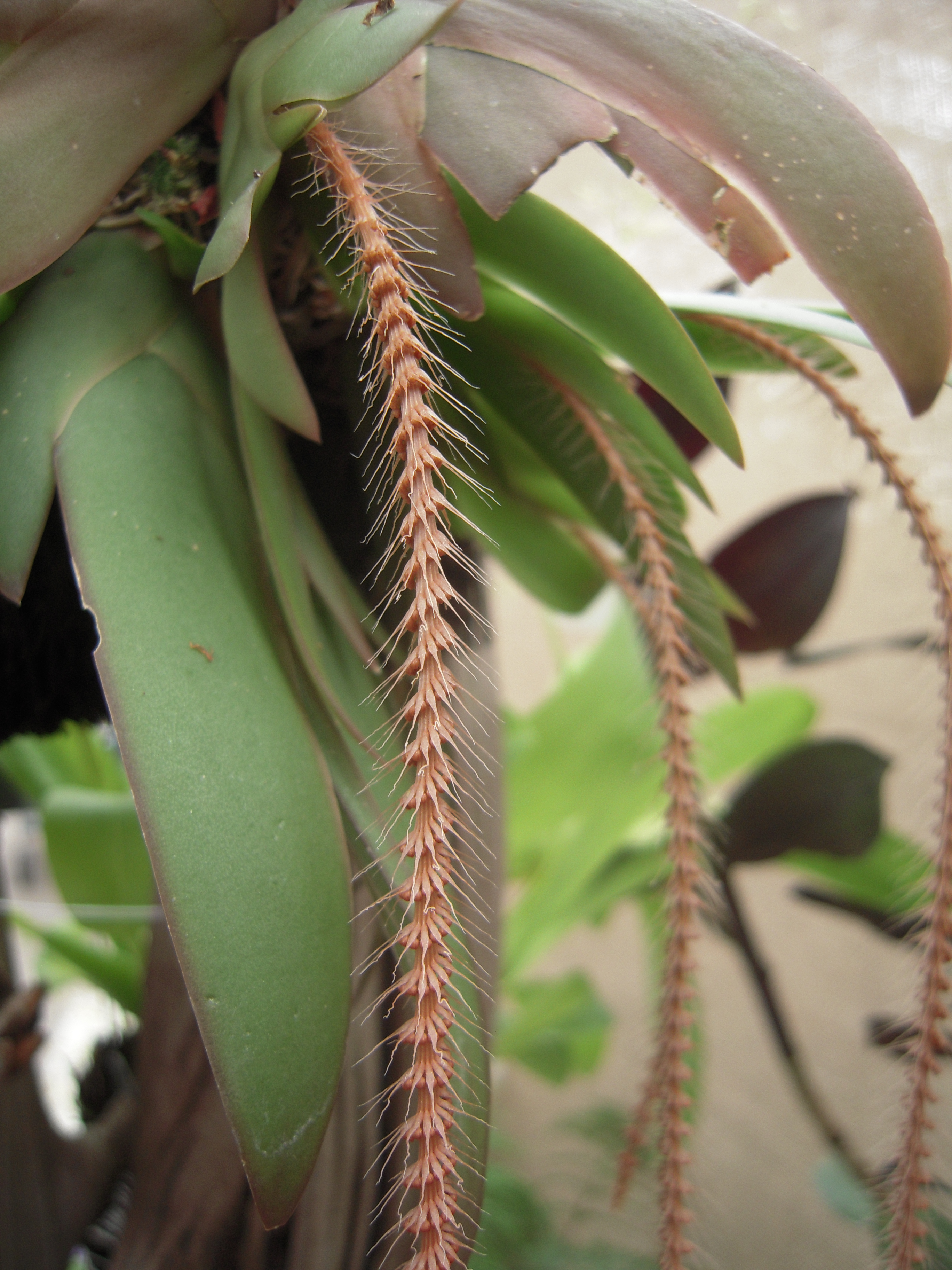